# Schlacht von Anegawa
Inō – Terabe – Marune – Okehazama – Inabayama – Chōkō-ji – Kanegasaki – Anegawa – Ishiyama Hongan-ji – Hiei-zan – Nagashima – Mikatagahara – Hikida – Odani – Ichijōdani – Itami – Nagashino – Mitsuji – Kizugawaguchi – Shigisan – Tedorigawa – Takatenjin – Tottori – Hijiyama – Tenmokuzan – Takatō – Uozu – Honnōji

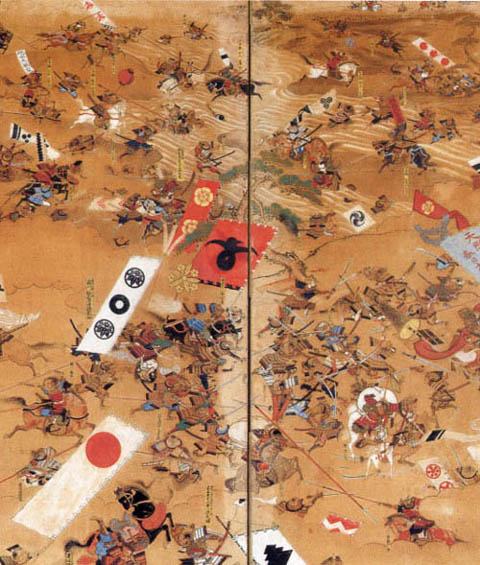
Darstellung der Schlacht von Anegawa. Der Anegawa („Fluss Ane“) in der Bildmitte.

Die Schlacht von Anegawa (jap. 姉川の戦い Anegawa no tatakai) fand am 30. Juli 1570, während der Sengoku-Zeit, nordöstlich des Biwa-Sees im Kreis Azai der japanischen Provinz Ōmi (heute Stadt Nagahama, Präfektur Shiga), zwischen den Streitkräften von Oda Nobunaga und Tokugawa Ieyasu gegen ein Bündnis der Azai und Asakura-Klans.

## Vorgeschichte
Nobunaga, ein Feudalherr aus der Provinz Owari und Anführer des Oda-Klans expandierte über mehrere Jahre hinweg. Zuerst kämpfte gegen den Imagawa-Klan der Provinz Suruga und eroberte daraufhin die Provinz Mino vom Saito-Klan, worauf er in Omi einfiel, um zur Hauptstadt Kyoto zu gelangen, da er mit Yoshiaki Ashikaga einen neuen Shogun einsetzen wollte. Der Shogun war während der Sengoku-Zeit zu einer Marionette der einflussreicheren Klans geworden, wer den Shogun kontrollierte, kontrollierte auch Japan.
Vor der Invasion ließ Nobunaga seine Schwester Oichi mit Nagamasa Azai verheiraten, der die Kitaomi regierte, um eine Beziehung zwischen den Azai und dem Oda-Klan herzustellen. Nobunaga erhielt Verstärkung vom Azai-Klan und besiegte Yoshikata Rokkaku, einen Feudalherren von Omi in der Schlacht von Kannonji und schaffte es in die Hauptstadt einzumarschieren. Daraufhin forderte Nobunaga Loyalität von den umliegenden Klans ein, die Asakura weigerten sich jedoch, weswegen Oda Nobunaga 1570 in ihr Territorium in der Provinz Echizen eindrang. Nagamasa, der ebenfalls eine enge Beziehung mit den Asakura hatte, verriet Nobunaga und bedrohte die Oda-Truppen von hinten. Nobunaga bereitete sich auf eine Schlacht vor und zog zur Burg Yokoyama am Fluss Anegawa. Daraufhin kamen Truppen von Ieyasu Tokugawa, einem Verbündeten Nobunagas, am 29. Juli bei Nobunaga als Verstärkung an. Am nächsten Tag kam es zur Schlacht jenseits des Anegawa-Flusses, der in den Biwa-See mündet.

## Schlacht
Am folgenden Morgen, dem 30. Juli 1570, begann die Schlacht, als die Oda und Azai auf der rechten Seite zusammenstießen, während die Tokugawa und Asakura auf der linken Seite kämpften. Die Schlacht entwickelte sich zu einem Nahkampf mitten im seichten Fluss. Ieyasu umging mit seinen Reserven unter Honda Tadakatsu und Sakakibara Yasumasa die linke Flanke der Asakura und kesselte sie ein. Nachdem die Tokugawa-Streitkräfte die Asakura besiegt hatten, machten sie kehrt und griffen die rechte Flanke der Azai an. Als die Truppen die die Burg Yokoyama belagerten ebenfalls in die Flanke der Azai fielen brachen diese zusammen, im Anschluss wurde die Burg gestürmt.

## Folgen
Durch die Schlacht hatte Nobunaga seine Stärke bewiesen und statuierte an den beiden Klans in den folgenden Jahren ein Exempel, bis sie sich schließlich doch unterwarfen. Das obwohl im Oktober die Azai und Asakura zurückschlugen, indem sie eine Oda-Armee in der Nähe von Otsu besiegten, wobei Mori Yoshinari und Oda Nobuharu, einer von Nobunagas jüngeren Brüdern, getötet wurden.